# Grivesnes
Grivesnes é uma comuna francesa na região administrativa de Altos da França, no departamento de Somme. Estende-se por uma área de 18,75 km². Em 2010 a comuna tinha 415 habitantes (densidade: 22,1 hab./km²).